# Coupe latine de football 1952
Navigation
Coupe latine 1951 Coupe latine 1953
La Coupe latine 1952 a vu la victoire du FC Barcelone. Elle s'est déroulée à Paris et s'est terminée le 29 juin 1952 par la finale au Parc des Princes.

## Demi-finales
| Demi-finale  | FC Barcelone | 4 - 2   | Juventus | Parc des Princes, Paris                              |                                                      |
| 24 juin 1952 | Manchón 3e · Basora 24e 56e · Kubala 51e (pen.) | (2 - 1) | 41e 82e Boniperti | Spectateurs : Inconnue Arbitrage : Raymond Vicentini | Spectateurs : Inconnue Arbitrage : Raymond Vicentini |
| 24 juin 1952 | Antoni Ramallets, Josep Seguer, Gustavo Biosca, Cheché Martín, Andreu Bosch, Jaime Escudero, Estanislao Basora, César, László Kubala, Jordi Vila Soler, Eduardo Manchón (entraîneur : Ferdinand Daučík) | Équipes | Giovanni Viola, Rino Ferrario, Alberto Bertuccelli, Sergio Manente, Karl Aage Hansen, Giacomo Mari, Alberto Piccinini, Giampiero Boniperti, John Hansen, Ermes Muccinelli, Carl Aage Præst (entraîneur : György Sárosi) | Spectateurs : Inconnue Arbitrage : Raymond Vicentini | Spectateurs : Inconnue Arbitrage : Raymond Vicentini |

| Demi-finale  | OGC Nice | 4 - 2   | Sporting Portugal | Parc des Princes, Paris                          |                                                  |
| 25 juin 1952 | Carré 8e · Carniglia 20e · Courteaux 43 | (3 - 0) | 62e Veríssimo · 64e Albano | Spectateurs : Inconnue Arbitrage : Ricardo Pieri | Spectateurs : Inconnue Arbitrage : Ricardo Pieri |
| 25 juin 1952 | Marcel Domingo, Pancho Gonzalez, Mohamed Firoud, Guy Poitevin, Jean Belver, Abdel Ben-Tifour, Désiré Carré, Jean Courteaux, Antoine Bonifaci, Luis Carniglia, Georges Césari (entraîneur : Numa Andoire) | Équipes | Carlos Gomes, Joaquim Pacheco, Manuel Passos, Manuel Caldeira, Juca, Veríssimo, Albano, Travassos, Pacheco Nobre, Rola, Manuel Vasques (entraîneur : Randolph Galloway) | Spectateurs : Inconnue Arbitrage : Ricardo Pieri | Spectateurs : Inconnue Arbitrage : Ricardo Pieri |

## Match pour la troisième place
| Match pour la 3e place | Juventus | 3 - 2   | Sporting Portugal | Parc des Princes, Paris                                 |                                                         |
| 28 juin 1952           | Boniperti 5e · Hansen 7e · Vivolo 15e | (3 - 1) | 30e 78e Martins | Spectateurs : Inconnue Arbitrage : Manuel Asensi Martin | Spectateurs : Inconnue Arbitrage : Manuel Asensi Martin |
| 28 juin 1952           | Giovanni Viola, Alberto Bertuccelli, Sergio Manente, Rino Ferrario, Pasquale Vivolo, Alberto Piccinini, Karl Hansen, Giacomo Mari, Giampiero Boniperti, John Hansen, Ermes Muccinelli (entraîneur : György Sárosi) | Équipes | Carlos Gomes, Manuel Passos, Joaquim Pacheco, Manuel Caldeira, Juca, Veríssimo, Albano, Travassos, João Baptista Martins, Manuel Vasques, Rola (entraîneur : Randolph Galloway) | Spectateurs : Inconnue Arbitrage : Manuel Asensi Martin | Spectateurs : Inconnue Arbitrage : Manuel Asensi Martin |

## Finale
| Finale       | FC Barcelone | 1 - 0   | OGC Nice | Parc des Princes, Paris    |                            |
| 29 juin 1952 | César Rodríguez 79e | (0 - 0) | | Arbitrage : Rui dos Santos | Arbitrage : Rui dos Santos |
| 29 juin 1952 | Antoni Ramallets, Cheché Martín, Gustavo Biosca, Josep Seguer, Andreu Bosch Pujol, Jaime Escudero, Estanislao Basora, César Rodríguez, Ladislao Kubala, Emilio Aldecoa, Eduardo Manchón (entraîneur : Ferdinand Daučík) | Équipes | Marcel Domingo, Mohamed Firoud, Alphonse Martinez, Pancho Gonzales, Guy Poitevin, Jean Belver, Jean Courteaux, Victor Nurenberg, Désiré Carré, Antoine Bonifaci, Abdelaziz Ben Tifour (entraîneur : Numa Andoire) | Arbitrage : Rui dos Santos | Arbitrage : Rui dos Santos |